# Su
su (англ. substitute user чи англ. switch user — замінити користувача), або англ. super user — суперкористувач (користувач із адміністративними повноваженнями). В багатьох UNIX-подібних операційних системах суперкористувач — це користувач root, у деяких версіях Microsoft Windows — Administrator. Чимало настільних операційних систем не мають суперкористувача. 
В багатьох операційних системах, зокрема UNIX-подібних, користувач має право, не закриваючи поточного сеансу, тимчасово відкрити новий сеанс, щоб увійти в систему під іншим іменем. Здебільшого ця можливість використовується для виконання адміністративних змін у системі, наприклад, змін прав доступу до файлів, інсталяції програмного забезпечення, налаштування мережі тощо. 
Зміна користувача в UNIX-подібних системах викликається командою su, наприклад,
 >su nick 
створює тимчасовий сеанс користувача nick. При виконанні цієї команди операційна система запитає пароль і новий сеанс буде створено лише тоді, коли пароль правильний. 
Коли ім'я нового користувача не вказано:
 >su 
створюється сеанс суперкористувача root. Створення такого сеансу потенційно небезпечне, оскільки права користувача root необмежені й він може ненароком пошкодити систему. Тому бажано завершити його сеанс, тільки-но відпадає необхідність в адміністративних діях.
Існує також команда sudo, яка застосовується для створення сеансу нового користувача (зокрема, суперкористувача) для виконання лише однієї команди. Наприклад,
 >sudo make install 
запитає пароль і виконає інсталяцію програмного забезпечення, завершивши після цього сеанс користувача root.